# Фарандола
Фарандола (на италиански: farandola; на френски: farandole) e жив провансалски танц в размер 6/8 или 2/4 такт.
Този танц е носител на антични традиции и е много сходен с танците на Древна Гърция, особено с характерните серпентинови и спирални движения на хоровода. Танцьорите (младежи и девойки, които не се делят), хванати за ръце, чертаят различни фигури, като най-популярната е ескаргот (от escargot - охлюв). Често завиването при постройката на дъги и криволици е свързано с вълнообразното движение на хоровода, което символизира вълните на морето.
Фарандолата понякога се съпровожда с песни, които се пеят от самите танцьори, но най-често се играе под звуците на галубе със съпровод на провансалски барабан.
Намира място в творчеството на Бизе (в музиката към драмата „Арлезианката“), на Шарл Гуно (в операта „Мирей“), на Глазунов (в балета „Изпитанията на Дамис“) и др.